# Dubbel

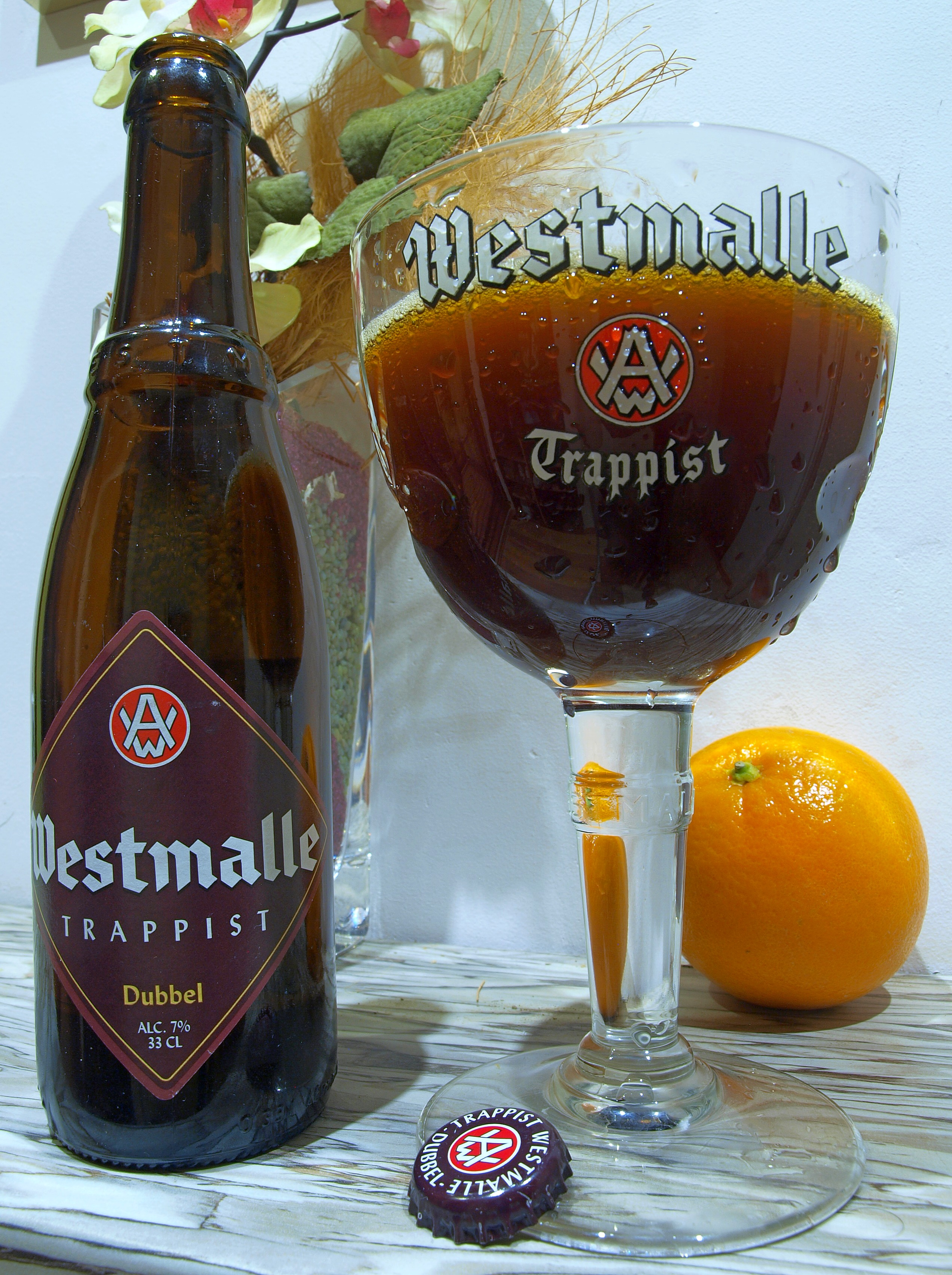
Típica cerveja dubbel

Dubbel (também chamado de double) é uma convenção de nomes utilizado em cervejas trapistas belgas. O termo se originou na cervejaria trapista de Westmalle em 1856. O primeiro registro de venda pela abadia foi em 1861. Após a Segunda Grande Guerra o termo se tornou popular e passou a ser utilizado por diversas cervejaria na Bélgica.
Dubbels são atualmente consideradas cervejas fortes (6%-8% de alcool) no estilo brown ale, com um certo amargor, corpo bem presente, frutadas e com aromas de cereais.